# Denis In-Fa-Lin
Denis In-Fa-Lin, född 21 februari 1979, är en kazakisk bandyspelare (mittfältare) som är bror till Sergei In-Fa-Lin.
Dennis In-Fa-Lins moderklubb var HK Uralskij Trubnik och han har spelat många A-landskamper för Kazakstans herrlandslag i bandy. Hans svenska bandykarriär började i Målilla GoIF Bandy och 2002 skrev han på för trefaldiga mästarlaget Vetlanda BK. Säsongen 2013/2014 var han tränare för IF Stjärnan i Division 1. 